# Éditions Jean-Claude Lattès
Ne doit pas être confondu avec Jean Lattès.
Pour les articles homonymes, voir Lattès.
 (avril 2020).
Si vous disposez d'ouvrages ou d'articles de référence ou si vous connaissez des sites web de qualité traitant du thème abordé ici, merci de compléter l'article en donnant les références utiles à sa vérifiabilité et en les liant à la section « Notes et références ».
Les Éditions Jean-Claude Lattès (JC Lattès) sont une maison d'édition française appartenant au groupe Hachette Livre et dont le siège social se situe au 17, rue Jacob dans le 6e arrondissement de Paris.

## Histoire
La maison d'édition est créée en mai 1968 par Jacques Lanzmann et Jean-Claude Lattès. Son premier livre est Ce n’est qu’un début de Philippe Labro, paru en juin 1968 sous le nom Edition Speciale / Publications premières. Il est consacré aux évènements de mai 68.
Les éditions JC Lattès ont racheté les Éditions du Masque, connues pour leurs romans policiers (notamment les versions françaises des romans d'Agatha Christie).
Ouvertes sur tous les domaines de la curiosité contemporaine[non neutre], les Éditions JC Lattès se sont illustrées par de nombreux succès : un prix Interallié avec Serge Bramly, un prix Renaudot et un Goncourt des lycéens pour Delphine de Vigan, deux prix des Libraires dont celui de Marc Dugain, la révélation Grégoire Delacourt, deux prix Nobel de littérature avec Svetlana Alexievitch et Kazuo Ishiguro, ainsi que le prix Nobel alternatif attribué à Maryse Condé en 2018,. Parmi les auteurs édités chez JC Lattès, Muhammad Yunus a reçu un Prix Nobel de la paix,, et Luc Montagnier un Prix Nobel de physiologie ou médecine,.
JC Lattès est également l'éditeur des suspenses historiques de Jean-François Parot, de Violaine Vanoyeke, des nouveaux romans de John Grisham, d'Eric Giacometti et de Jacques Ravenne.
Les succès conjugués de la trilogie de EL James, Cinquante nuances de Grey, et de Dan Brown ont marqué ces dernières années.

### Repères chronologiques
- 1971 : changement de nom au profit d'un des fondateurs de la société, et qui devient Jean-Claude Lattès.
- 1981 : la société Jean-Claude Lattès intègre le groupe Hachette Livre. Jean-Claude Lattès prend la direction de la branche Livre du groupe, à la tête de laquelle il reste jusqu'en 1991.
- 1995 : Isabelle Laffont[15] prend la direction des Éditions Jean-Claude Lattès.
- 2004 : en mars paraît la traduction en français du Da Vinci Code qui connaît un important succès.
- 2015 : Laurent Laffont prend la direction des Éditions Jean-Claude Lattès. Isabelle Laffont demeure présidente.
- 2019 : Véronique Cardi prend la direction des Éditions Jean-Claude Lattès.

## Une vocation généraliste
Parmi les titres les plus célèbres :
- 1973 : Un sac de billes de Joseph Joffo
- 1983 : Le Nabab d'Irène Frain (d’après la vie de René Madec)
- 1985 : Le Vent du soir de Jean d'Ormesson
- 1986 : Léon l'Africain d'Amin Maalouf
- 1993 : Pascal de Duve, Cargo Vie (œuvre écrite), Éditions Jean-Claude Lattès, Paris, 1993.
- 2003 : Dan Brown, The Da Vinci Code (œuvre littéraire), Doubleday, Transworld Publishers, Bantam Books et Qanun, États-Unis, Avril 2003.
- 2011 : Steve Jobs de Walter Isaacson
- 2011 : Rien ne s'oppose à la nuit de Delphine de Vigan
- 2012 : La Liste de mes envies de Grégoire Delacourt
- 2012 : Cinquante nuances de Grey (Fifty Shades of Grey) de E. L. James et ses deux suites

### Collections
- Les aventures de la connaissance
- Beaux-livres
- Essais et documents
- Idées fausses/Vraies réponses
- Littérature étrangère
- Littérature française
- Livres pratiques
- Petite collection Lattès
- Psy-Santé
- Romans contemporains
- Romans étrangers
- Romans historiques
- Titres/SF
- Thrillers
- La Grenade, label dirigé par Mahir Guven